# Хоупвелл-сентр
Хоупвелл-сентр (Hopewell Centre, 合和中心) — 64-этажный гонконгский небоскрёб, расположенный в округе Ваньчай. Построен в 1980 году в стиле модернизма (первый круглый небоскрёб в городе). До 1989 года считался самым высоким зданием Гонконга и вторым по высоте зданием Азии. Находится на очень крутом склоне (вход со стороны Кеннеди-роуд расположен на уровне 17 этажа со стороны Куинс-роуд-ист). Имеет частный плавательный бассейн (на вершине крыши) и вращающийся ресторан (на 62 этаже). В Хоупвелл-сентр находятся штаб-квартира компании Hopewell Holdings и офис её главы — миллиардера Гордона Ву. Здание показано в эпизоде фильма Час пик и клипе группы Dru Hill, которая исполнила саундтрек к фильму, а также в нескольких рекламных роликах. 